# Аропаккузи
Аропа́ккузи (фин. Aropakkasi) — деревня в Виллозском городском поселении Ломоносовского района Ленинградской области.

## История
На «Топографической карте окрестностей Санкт-Петербурга» Военно-топографического депо Главного штаба 1817 года упомянута мыза Нелидова и при ней деревня Аропаккози из 8 дворов.
Деревня Аропаккози из 8 дворов упоминается и на «Топографической карте окрестностей Санкт-Петербурга» Ф. Ф. Шуберта 1831 года.

АРАПИКАЗИ — сельцо принадлежит ведомству Гатчинского городового правления, число жителей по ревизии: 15 м. п., 22 ж. п. (1838 год)

На этнографической карте Санкт-Петербургской губернии П. И. Кёппена 1849 года она обозначена как деревня «Aropakkaisi», расположенная в ареале расселения эвремейсов. В пояснительном тексте к этнографической карте она записана как деревня Aropakkaisi (Сельцо Аропакаизи) и указано количество её жителей на 1848 год: эвремейсов — 17 м. п., 17 ж. п., всего 34 человека.

АРОПАККАЗИ — деревня Гатчинского дворцового правления, по почтовому тракту, число дворов — 6, число душ — 17 м. п. (1856 год)

В 1860 году деревня Аропаккози насчитывала 8 дворов.

АРОПАКОЗИ — деревня удельная при колодцах, по правую сторону шоссе из Гатчино в Кипень в 26 верстах от Царского Села, число дворов — 7, число жителей: 19 м. п., 24 ж. п. (1862 год)

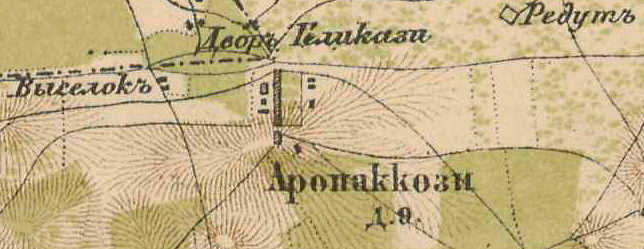
Деревня Аропаккузи на карте 1885 года

В 1885 году деревня насчитывала 9 дворов.
В конце XIX — начале XX века деревня административно относилась к Староскворицкой волости 3-го стана Царскосельского уезда Санкт-Петербургской губернии. Население деревни было исключительно финским.
К 1913 году количество дворов увеличилось до 16.
С 1917 по 1922 год деревня Аропаккази входила в состав Аропаказского сельсовета Староскворицкой волости Детскосельского уезда.
С 1922 года в составе Елизаветинского сельсовета.
С 1923 года в составе Троцкого уезда.
С 1924 года в составе Староскворицкого сельсовета Староскворицкой волости.
Согласно данным переписи населения СССР 1926 года в деревне Аропаккузи проживали 106 человек — все финны.
С февраля 1927 года в составе Красносельской волости. С августа 1927 года в составе Гатчинского района.
В 1927 году в деревне была организована коммуна «Пуна Тяхти» («Красная Звезда»).
В 1928 году население деревни Аропаккази также составляло 106 человек.
По административным данным 1933 года деревня называлась Аропакози и входила в состав Скворицкого финского национального сельсовета Красногвардейского района.

План деревни Аропаккузи. 1939 год

Согласно топографической карте 1939 года деревня называлась Аропаккози и насчитывала 39 дворов. На северной окраине деревни находилась силосная башня.
Деревня была освобождена от немецко-фашистских оккупантов 21 января 1944 года.
С 1959 года в составе Горского сельсовета Ломоносовского района.
С 1963 года в составе Гатчинского района.
С 1965 года вновь в составе Ломоносовского района. В 1965 году население деревни Аропаккази составляло 95 человек.
По данным 1966, 1973 и 1990 годов деревня Аропаккузи также входила в состав Горского сельсовета Ломоносовского района.
В 1997 году в деревне проживали 12 человек, в 2002 году — 34 человека (русские — 79 %), в 2007 году — 36.

## География
Деревня расположена в юго-восточной части района к западу от административного центра поселения, деревни Виллози, на автодороге 41К-632 (Виллози — Аропаккузи).
Расстояние до административного центра поселения — 9 км.
Расстояние до ближайшей железнодорожной платформы Дудергоф — 4 км.

## Демография
| 1862 | 2002 | 2007 | 2010 | 2017 |
| ---- | ---- | ---- | ---- | ---- |
| 43   | ↘34  | ↗36  | ↗44  | →44  |

## Инфраструктура
В Аропаккузи 13 дворов.
Деревня известна источниками минеральной воды и бутовыми каменоломнями-катакомбами.

## Достопримечательности
Спелестологи называют местность между Аропаккузи и Лаголовым «Полем чудес» (официальное название — Полигон Аропаккузи). Это старое шахтное поле, полное маленьких и средних по размеру бутовых выработок. Каменоломни во время последней войны использовались местным населением как убежища от бомбёжек. Там можно было найти разные орудия каменотёсов и предметы быта, а кое-кто обнаруживал даже сервизы кузнецовского фарфора. Эти каменоломни самые старые из известных в Ленинградской области. Они есть на карте Санкт-Петербургской губернии 1841 года. Вероятно, разработки были начаты одновременно со строительством Красного Села, в середине XVIII века. Говорят, впрочем, что подземные шахты образовались ещё в те времена, когда ингерманландские финны вырабатывали здесь бут. Якобы длинные подземные ходы тянутся то ли к Вороньей Горе, то ли к Красному Селу, то ли к Телези.
Из открытых сейчас каменоломен следует отметить две: Сталактитовую и Лесную. Первая интересна гравитационным «шкурником». По какой-то причине скала просела вниз, плиты потрескались, меж ними возник зазор, что не ушло от внимания открывателей пещеры. По камушку, используя таз, который привязывали к ноге, они разбирали породу, проделывая плоский лаз, высотой около 30 см. Через четыре метра они попали в зал, куда не было входа. Поскольку в зале было множество кальцитовых натёков и сталактитов, сейчас уже варварски отбитых, его нарекли Сталактитовым.
Лесная примечательна тем, что в ней сохранились убежища военных времён. Отдельные отгороженные забутовками гроты напоминают маленькие крепости. Ещё здесь расположен «пьяный зал», где обычно горизонтальные пласты бута залегают причудливыми и необычными складками.

## Улицы
Луговая.